# Огаста (Джорджия)
Ога́ста (англ. Augusta) — город в восточной части американского штата Джорджия, порт на реке Саванна, административный центр округа Ричмонд. С пригородами население составляет 528 тыс. жит. (третий результат по штату).

## История
Огаста была основана в 1736 году основателем колонии Джорджия, Джеймсом Оглторпом, и названа в честь матери короля, Августы Саксен-Готской. Во время Американской революции, когда в этих краях проходила линия фронта, Огаста несколько раз становилась столицей штата. В Гражданскую войну южане вырабатывали здесь основную часть своих боеприпасов; 54-метровая труба пороховой фабрики служит напоминанием об этом.

## География

### Климат
- Среднегодовая температура — +17,7 C°
- Среднегодовая скорость ветра — 2,3 м/с
- Среднегодовая влажность воздуха — 72 %

| Показатель                    | Янв.  | Фев.  | Март  | Апр. | Май  | Июнь | Июль | Авг. | Сен. | Окт. | Нояб. | Дек. | Год   |
| ----------------------------- | ----- | ----- | ----- | ---- | ---- | ---- | ---- | ---- | ---- | ---- | ----- | ---- | ----- |
| Абсолютный максимум, °C       | 28,9  | 30,0  | 33,9  | 35,6 | 37,8 | 40,6 | 41,7 | 42,2 | 41,1 | 36,1 | 32,2  | 27,8 | 42,2  |
| Средний суточный максимум, °C | 14,4  | 16,8  | 21,1  | 25,2 | 29,4 | 32,8 | 34,1 | 33,2 | 30,4 | 25,4 | 20,6  | 15,6 | 24,9  |
| Средняя температура, °C       | 7,4   | 9,5   | 13,3  | 17,1 | 21,7 | 25,9 | 27,6 | 26,9 | 23,7 | 18,0 | 12,9  | 8,4  | 17,7  |
| Средний суточный минимум, °C  | 0,4   | 2,2   | 5,6   | 8,9  | 14,1 | 19,0 | 21,0 | 20,7 | 17,0 | 10,6 | 5,2   | 1,4  | 10,5  |
| Абсолютный минимум, °C        | −18,3 | −16,1 | −11,1 | −3,3 | 1,7  | 7,8  | 12,2 | 11,1 | 2,2  | −5,6 | −11,7 | −15  | −18,3 |
| Норма осадков, мм             | 99    | 100   | 106   | 72   | 67   | 120  | 110  | 110  | 82   | 83   | 72    | 86   | 1107  |
| Источник: Погода и климат     |       |       |       |      |      |      |      |      |      |      |       |      |       |

## Огаста и хлопок
Исторически экономика Огасты базировалась на переработке хлопка и лёгкой промышленности. В 1840-е годы для снабжения текстильных фабрик водой вдоль реки был прорыт канал, который до сих пор используется по назначению. В городе сохранились роскошные особняки плантаторов и хлопкоторговцев, старейший из которых датируется 1760 годом.

## Спорт
Национальный гольф-клуб Огасты, один из самых престижных в мире, ежегодно проводит в городе турнир «Мастерс».

## Персоналии
В Огасте родились художник Джаспер Джонс, актёр Лоренс Фишберн, экономист Бен Бернанке, певица Джесси Норман, писатель Фрэнк Йерби. Президент Вудро Вильсон провел здесь детские годы. Певец Джеймс Браун жил в Огасте с 6 лет и до самой смерти. Кевин Бёрнетт боксёр-профессионал тяжелой весовой категории.